# Берени (Муреш)
Берени (рум. Bereni) насеље је у Румунији у округу Муреш у општини Берени. Oпштина се налази на надморској висини од 366 m.

## Историја
По државном шематизму православног клира Угарске, 1846. године у месту су два пароха: поп Јован Поповић и поп Волфгангус Трифон. Број православних породица износио је 232.

## Становништво
Према подацима из 2002. године у насељу је живело 251 становника.

### Попис2002.
| Расподела становништва по националности 2002.‍ | Расподела становништва по националности 2002.‍ | Расподела становништва по националности 2002.‍ | Расподела становништва по националности 2002.‍ | Расподела становништва по националности 2002.‍ |
| --------------------------------------------- | --------------------------------------------- | --------------------------------------------- | --------------------------------------------- | --------------------------------------------- |
|                                               |                                               |                                               |                                               |                                               |
| Румуни                                        | Румуни                                        |                                               | 5                                             | 2,0%                                          |
| Мађари                                        | Мађари                                        |                                               | 203                                           | 80,9%                                         |
| Роми                                          | Роми                                          |                                               | 43                                            | 17,1%                                         |